# 索万
索万（法語：Sauvain，法語發音：[sovɛ̃]）是法国卢瓦尔省的一个市镇，位于该省西部，和多姆山省接壤，属于蒙布里松区。

## 地理
索万（45°40'24"N, 3°54'20"E）面积30.23 平方千米，位于法国奥弗涅-罗讷-阿尔卑斯大区卢瓦尔省，该省份为法国中南部省份，北起顺时针与索恩-卢瓦尔省、罗讷省、伊泽尔省、阿尔代什省、上盧瓦爾省、多姆山省和阿列省接壤。
与索万接壤的市镇（或旧市镇、城区）包括：若布、沙尔马泽勒-让萨尼耶尔、圣博内勒库罗、圣乔治昂库藏。
索万的时区为UTC+01:00、UTC+02:00（夏令时）。

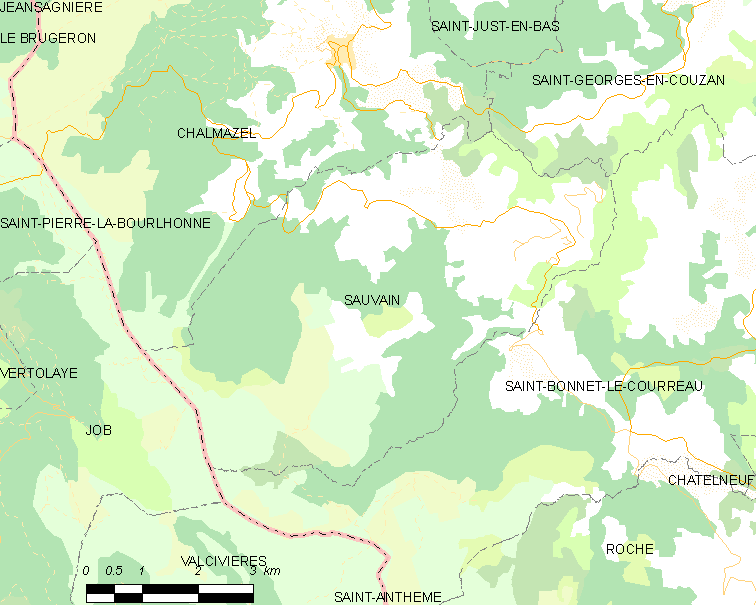
索万的OSM定位图

## 行政
索万的邮政编码为42990，INSEE市镇编码为42298。

## 政治
索万所属的省级选区为利尼翁河畔博安县。

## 交通
卢瓦尔省省道D101线和D119线在境内交汇。

## 人口

1962-2008年间索万人口变化图示

索万于2022年1月1日时的人口数量为373人。